# ハプスブルク帝国

ハプスブルク帝国
ハプスブルク君主国
Habsburgisches Reich (ドイツ語)
Habsburgermonarchie (ドイツ語)

ハプスブルク帝国の領土（1789年）

| 先代 | 次代 |
| --- | --- |
| 神聖ローマ帝国 オーストリア大公国 ハンガリー王国 ボヘミア王冠領 ボヘミア王国 クロアチア王国 ブルゴーニュ公国 トランシルヴァニア公国 スペイン帝国 シチリア王国 ポーランド・リトアニア共和国 ヴェネツィア共和国 オスマン帝国 | オーストリア帝国 プロイセン王国 サルデーニャ王国 両シチリア王国 パルマ公国 フランス共和国 チザルピーナ共和国 |
ハプスブルク帝国（ハプスブルクていこく）は、オーストリア系ハプスブルク家（のちハプスブルク＝ロートリンゲン家）の君主により統治された、神聖ローマ帝国内外の領邦国家などの国家群による同君連合である。
成立年はハプスブルク家がオーストリア大公国に加えてハンガリー王国（王領ハンガリー）、ボヘミア王国（ボヘミア王冠領）を獲得した1526年とされる。1804年までは公式の名称を持っていなかったが、同時代の人々ですらこれを事実上の単一国家として認識され、オーストリアと呼称していた。
ただし、これより古い時代の、神聖ローマ皇帝とスペイン国王を兼ねたカール5世を君主とする国家群なども、広く「ハプスブルク家の帝国」といった意味で「ハプスブルク帝国」と呼ばれることがある。

## 名称
単一の「帝国」ではなかった、あるいは推戴する君主が「皇帝」でなかった時代もあるが、日本語ではこの呼称が用いられることが多い。ドイツ語では Habsburgermonarchie または Habsburgisches Reich であるが、前者は直訳するとハプスブルク君主国であり、後者の場合もライヒ (Reich) は必ずしも「帝国」を意味しない。

## 歴史と特色

### 神聖ローマ帝国
ハプスブルク家は13世紀のルドルフ1世以降、神聖ローマ帝国内の一領邦として、現在のオーストリアとスロベニアを中心とした地域を所領としていた。オーストリアは帝国の辺境伯領の一部で、オーストリア公国（オストマルク）をなしていたが、ルドルフ4世は「大公」を自称し、後に神聖ローマ皇帝フリードリヒ3世が帝国法で「大公」を正式の称号と定めてオーストリア大公国が出現した。以降、帝国におけるオーストリアの地位は上昇した。
1526年、ハンガリー国王ラヨシュ2世がモハーチの戦いで戦死すると、皇帝カール5世の弟、オーストリア大公フェルディナント（後の皇帝フェルディナント1世）がハンガリーとボヘミアの王位を継承することになった。ボヘミアは帝国内の王国でボヘミア王は選帝侯の一人でもあったが自立性が強く、またハンガリーは帝国の領域外にあり、ハプスブルク家は皇帝としてではなく、あくまでボヘミア国王およびハンガリー国王としての資格でそれぞれを統治下に置いた。一方、ハプスブルク家は神聖ローマ皇帝位を事実上世襲し、形式上は現在のドイツを中心とする帝国の領域の君主であったが、実質的にその統治はハプスブルク家の所領の外には及んでいなかった。ハプスブルク家の統治が及んでいた帝国内外の領域は、全体としては公式の名称を持っていなかったが、事実上は一つの国家として機能していた。同時代の人々もこれを国家として認識し、オーストリア（エースターライヒ）と呼称していた。
ハプスブルク家の所有した官僚制はフェルディナント1世が再編成し、多様化させた。その頂点に枢密顧問会議（デア・ゲハイメ・ラート）が置かれた。この最高機関は、ドイツ各地が甚大な被害を受けた三十年戦争のさなかにあっても皇帝の意見よりハプスブルク王朝の利益を優先した。議員には常にボヘミア人がおり、その一人であるヴェンツェル・オイゼビウス・フォン・ロプコヴィッツにより、会議は枢密院「ディー・ゲハイメ・コンフェレンツ」へ刷新されて、レオポルト1世の政治判断を左右した。枢密院以外では軍が強かった。官房間では政治闘争が繰り返された。会計局は、自由都市の経済と、戦中でも豊かなボヘミアからの収入を完全管理した。大トルコ戦争の後は、解放域の開発・通商による収益を誰にも掠め取られることなく帝国宝庫に納めた。こうした財源は軍事費につぎこまれた。宮廷軍事局の指令は法律同然であり、辺鄙な村落すら軍規に従わされた。
ハプスブルク帝国の領域は多様な地域、多様な民族にわたっていたため、単一の国家として統治することは極めて困難であった。17世紀までは各地域にハプスブルク家の一族が配され、それぞれがあたかも自己の所領として統治を行っていた。18世紀半ばのマリア・テレジアの時代以降、中央集権化が進められたが、ヨーゼフ2世の急進的な改革は抵抗に阻まれることになった。またメッテルニヒの時代にはより漸進的な改革が進められた。

### オーストリア帝国
1806年、完全に形骸化していた神聖ローマ帝国は、ライン同盟の結成とフランツ2世の帝位放棄によって名実ともに消滅した。これによりハプスブルク家は「神聖ローマ皇帝」という「至上の地位」を失い、オーストリア大公及びハンガリー国王、ボヘミア国王ほか諸侯の地位を保持する一領邦君主に転落した。一方でフランツ2世は帝国消滅に先立つ1804年以降、「オーストリア皇帝フランツ1世」と称し、名称と実体とが一致した「オーストリア帝国」が成立した。
1848年革命の後、旧態依然とした地域区分を近代的な行政区画へ再編する試みがなされた。しかし、普墺戦争などの敗北によって中央政府の権威は失墜し、ハンガリーにおける民族運動の高まりを受け、1867年からは内政上のハンガリーの独立性を認めて（アウスグライヒ）、以後は「オーストリア＝ハンガリー帝国」、正式には「帝国議会において代表される諸王国および諸邦ならびに神聖なるハンガリーのイシュトヴァーン王冠の諸邦」となった。アウスグライヒという民族間の妥協がなされることで、機能的な中央集権的官僚支配の国家への体制変革は頓挫した。

### 崩壊
| ハプスブルク帝国を崩壊させるのはご自由ですが、これは多民族を統治するモデル国家であり、一度こわしたら二度ともとに戻ることはないでしょう。後には混乱が残るだけです。そのことをお忘れなく。――19世紀初頭、ウィーンを占領したナポレオンに送った手紙 |

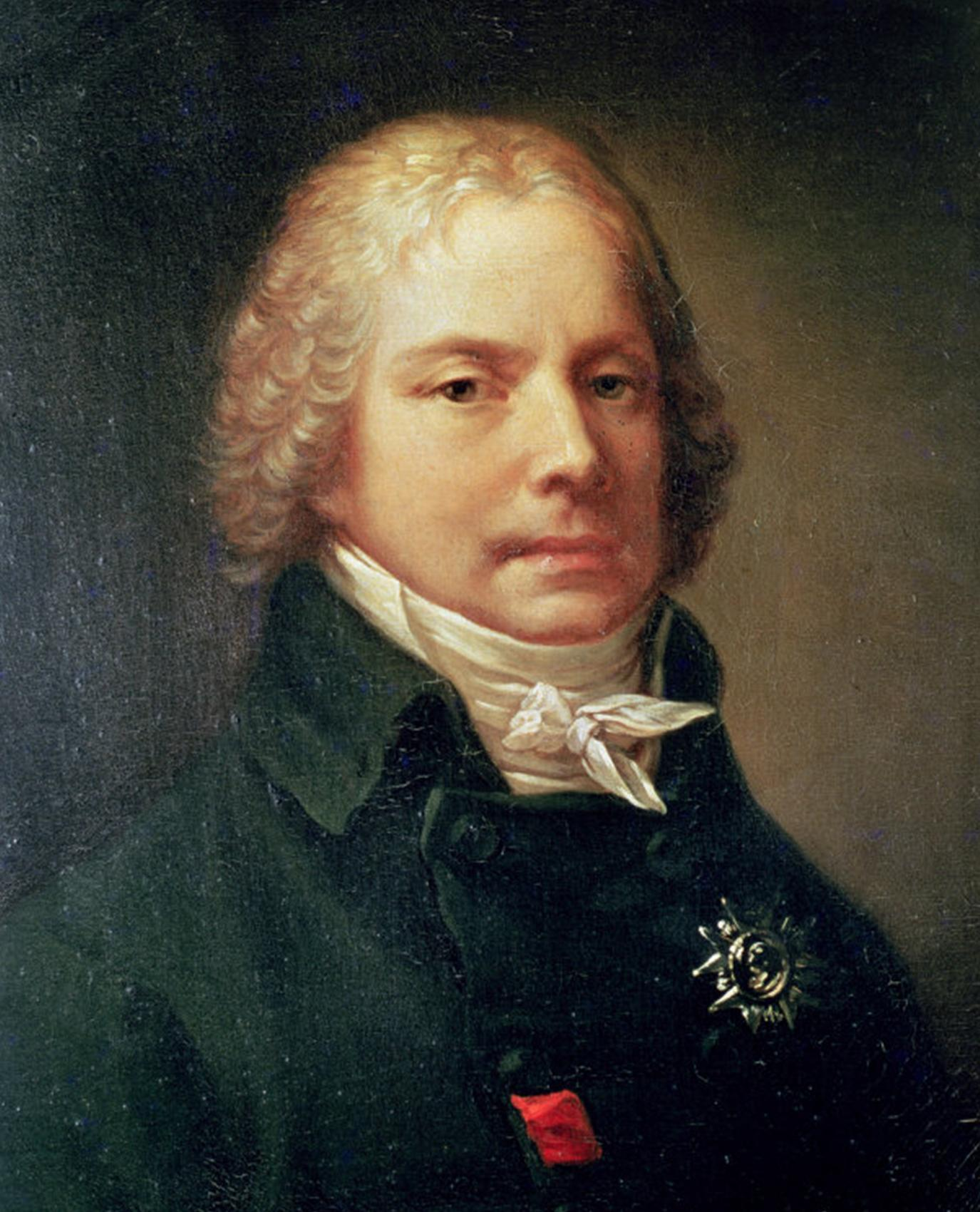
ナポレオン時代のフランス外相タレーラン

第一次世界大戦前夜には諸民族において民族主義が勢いを増した。依然としてハプスブルク帝国は強大であったが、前時代的な体制を抱えたまま第一次世界大戦に巻き込まれた。第一次世界大戦は、史上初の国力を一元化する総力戦であったため、諸民族の自立性を尊重していたハプスブルク帝国とは矛盾するものであり、崩壊することになる。
その後、成立した東欧諸国は民族自決を旗印にしたため、自立した民族の均衡を実現しようとしたハプスブルク帝国の遺産を発展させることができず、禍根を残したと大津留厚は述べている。
「赤い大公」とよばれたヴィルヘルム大公は帝国の末期を語る。彼はポーランド第二共和国の国民として余生を送ったカール・シュテファン大公の息子である。第一次世界大戦期に帝国陸軍将校を務め、ウクライナ・ハプスブルクの創設を試みた。1920年代にパリへ遁走、後にヒトラーへ傾倒、姿勢を転じてナチス・ドイツとソ連に対してスパイ活動を働き、戦後にキエフの獄中で死んだ。そんなヴィルヘルムが1937年12月、友人トカリへ宛てた手紙の中でオットー元皇太子を批判しながらこう書いている。「どんな復興も「ユダヤ人とフリーメイソンのおかげ」でなされるもので、王朝そのものが「ユダヤ人の行う事業」になってしまった」と。ティモシー・スナイダーは大公の考えを不確かだと書いているが、特に根拠を添えてはいない。
この点、宮廷ユダヤ人が帝国の財政を支えたことと、フリーメーソンのシャルル・ド・モンテスキューが帝国のはからいで『法の精神』を解禁された のは事実である。それに、帝国郵便を担うトゥルン・ウント・タクシス家出身の皇帝特別首席代理は全員がフリーメーソンであった。一方、ユダヤ人が身分によって素行をまるで異にすることと、フリーメーソンがそれぞれの所属ロッジと階級によって組織と情報を共有する程度が違うと言われていることも踏まえるべきである。その上で枠内の嘆きを合理的に解釈すれば、これは特定のエスタブリッシュメントに向けられているということになる。

## 領域
ハプスブルク帝国の領域は、大きく分けて以下の3つから形成されていた。
ハプスブルク家世襲領
ハプスブルク家の所領とされたのは、オーバーエスターライヒ（上オーストリア）、ニーダーエスターライヒ（下オーストリア）、クライン、ケルンテン、シュタイアーマルク、ティロール、フォアアールベルクの各領邦で、現在のオーストリア、スロベニア、イタリア北部に該当するほか、ラインラント（1797年まで）がある。ナポレオン戦争の過程でこれらの領土の多くが一旦は失われたが、ウィーン会議（1814年）によって多くを回復し、さらにザルツブルク大司教領を加えた。
ボヘミア王冠領ベーメン（ボヘミア）、メーレン（モラヴィア）、シュレージエン（シレジア）、ラウジッツからなっていた。ラウジッツは1620年にザクセン公国へ割譲され、シュレージエンの大部分はオーストリア継承戦争（1740年 - 1748年）の結果プロイセン王国に奪われた。なお、ボヘミアとモラヴィアを併せておおよそ現在のチェコ共和国に該当する。
ハンガリー王冠領
ハンガリー王国はモハーチの戦いの後、北西部の3分の1がハプスブルク家、東南部と中部の3分の2がオスマン帝国の支配下に入った（オスマン帝国領ハンガリー）。オスマン帝国の衰退とともに、1699年のカルロヴィッツ条約で旧ハンガリー王国の領域の大部分がハプスブルク家へ割譲された。ハンガリー王国領とされた地域は、現在のハンガリー、スロバキア、クロアチア、ヴォイヴォディナ、トランシルヴァニア、ルテニアのカルパチア地方が含まれていた。オスマン帝国と接する最前線は、軍事上の必要性からウィーン政府による直轄支配とされ軍政国境地帯を構成した。

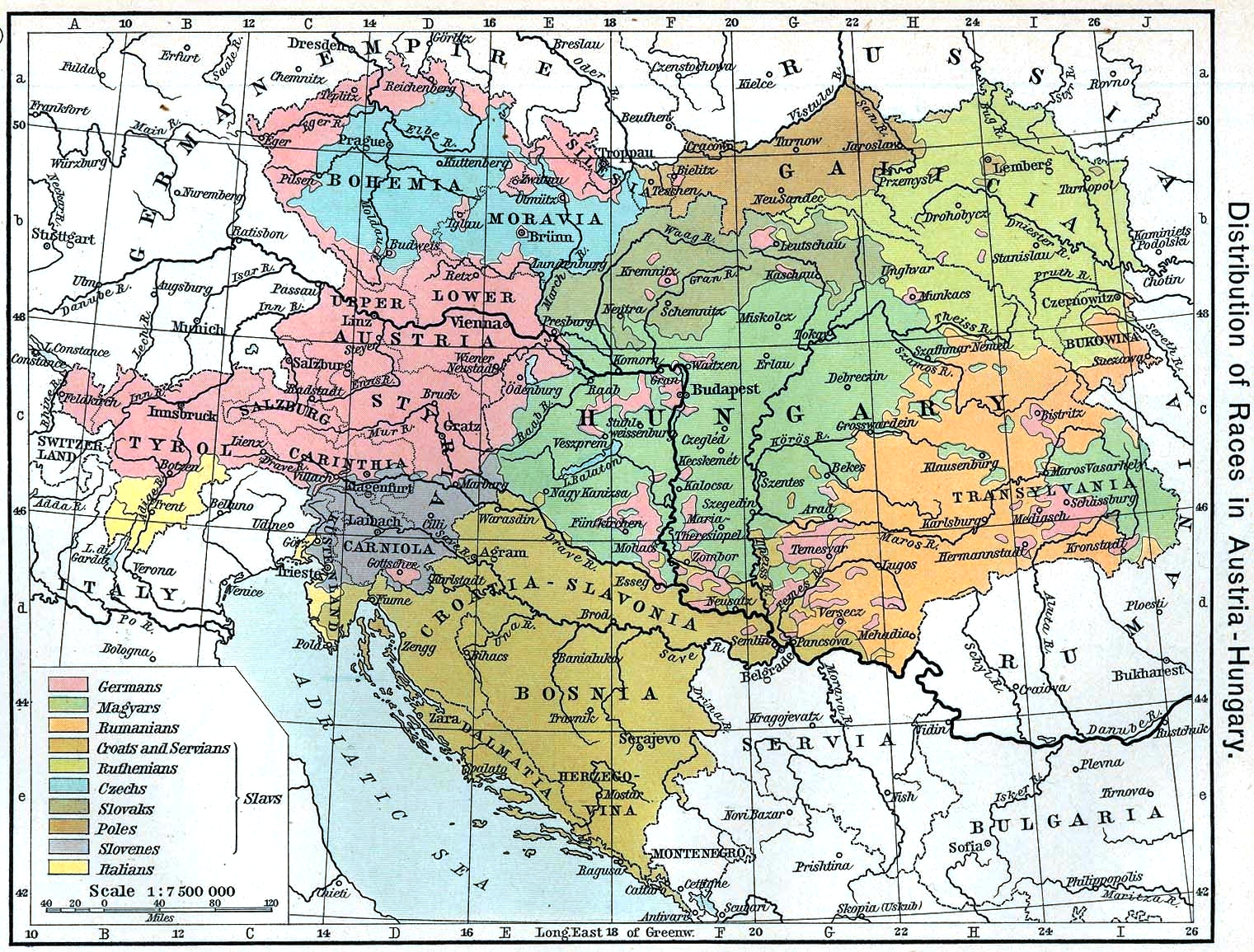
1911年のオーストリア＝ハンガリー帝国領

これら以外に歴史上、以下の地域がハプスブルク帝国の領域となった。
- 南ネーデルラント （現在のベルギーとルクセンブルク、1713年 - 1792年）
- ミラノ公国 （ロンバルディア、1713年 - 1797年）
- ナポリ王国 （1713年 - 1735年）
- サルデーニャ （1713年 - 1720年）
- バナト・テメスヴァル （1718年 - 1778年）
- セルビア （1718年 - 1739年）
- ボスニア （1718年 - 1739年）
- オルテニア （1718年 - 1737年）
- シチリア王国 （1720年 - 1735年）
- パルマ公国 （1735年 - 1748年）
- ガリツィア・ロドメリア王国 （現在のポーランドとウクライナの一部、1772年 - 1918年）
- ブコビナ （1774年 - 1918年）
- ヴェネト （1797年 - 1805年, 1814年 - 1866年）
- ダルマチア （1797年 - 1805年, 1814年 - 1918年）
- ロンバルディア （1814年 - 1859年）
- ホルシュタイン (1865年 - 1866年)
- ボスニア・ヘルツェゴビナ （1908年 - 1918年）

他にトスカーナ大公国 （1737年 - 1799年, 1814年 - 1860年）もハプスブルク＝ロートリンゲン家が統治したが、君主であるトスカーナ大公は常にハプスブルク帝国の君主とは別に存在し、最終的に皇帝家の分家であるハプスブルク＝トスカーナ家に統治される同盟国もしくは衛星国となった。

## 歴代当主
マリア・テレジア以外はいずれも神聖ローマ皇帝またはオーストリア皇帝としての呼称である。
1. フェルディナント1世 （1526年 - 1564年）
2. マクシミリアン2世 （1564年 - 1576年）
3. ルドルフ2世 （1576年 - 1612年）
4. マティアス （1612年 - 1619年）
5. フェルディナント2世 （1619年 - 1637年）
6. フェルディナント3世 （1637年 - 1657年）
7. レオポルト1世 （1657年 - 1705年）
8. ヨーゼフ1世 （1705年 - 1711年）
9. カール6世 （1711年 - 1740年）
10. マリア・テレジア （1740年 - 1780年）
11. ヨーゼフ2世 （1780年 - 1790年）
12. レオポルト2世 （1790年 - 1792年）
13. フランツ2世 （1792年 - 1835年）
1804年以降はオーストリア皇帝フランツ1世
14. フェルディナント1世 （1835年 - 1848年）
15. フランツ・ヨーゼフ1世 （1848年 - 1916年）
16. カール1世 （1916年 - 1918年）